# Klauwboek
Een klauwboek is in de provincie Groningen een officieel register van die boerderijen en huizen binnen de  kluften (ook klauwen of clauwen) waarvan de eigenaar gerechtigd is om als redger of rechter op te treden. Oorspronkelijk ging het rechterschap rond tussen alle inwoners die aan bepaalde criteria voldeden. De rechten waren omgaand. De wijze waarop het recht omging was vastgelegd in zogenaamde klauwboeken. De boerderijen die in het klauwboek waren opgenomen waren de zogenaamde edele heerden.
De klauwboeken komen voor in de Ommelander gouwen die onafhankelijk waren van de stad Groningen. De oude Friese vrijheid kreeg hier mede vorm door het zelf voorzien in rechtspraak en bestuur dat grotendeels op lokaal niveau, binnen de rechtsstoel, georganiseerd wordt.
Opname in het Klauwboek kan tot de heerlijke rechten worden gerekend.
In de loop der tijden kwamen steeds meer rechtsstoelen in handen van één familie, die zich als hoofdeling, later als jonker, dan ook heer van de betreffende rechtsstoel liet noemen. In dat geval werd de rechtsstoel als staand aangeduid. In de Oldambten en Westerwolde werden de rechters vanaf de zestiende eeuw aangesteld door het stadsbestuur van Groningen. Eerst was er nog sprake van een afzonderlijke landrichter, maar in de zeventiende en achttiende eeuw fungeerde de drost als rechter.
De Groningse redgers bleven in functie tot aan de Bataafse omwenteling.